# Gran Premio de Valonia 2023
La 63.ª edición de la clásica ciclista Gran Premio de Valonia fue una carrera en Bélgica que se celebró el 13 de septiembre de 2023 sobre un recorrido de 201,3 kilómetros con inicio en la ciudad de Aywaille y final en la cuidadela de la ciudad de Namur.
La carrera formó parte del UCI ProSeries 2023, dentro de la categoría 1.Pro, y fue ganada por el español Gonzalo Serrano del Movistar. Completaron el podio, como segundo y tercer clasificado respectivamente, los belgas Dylan Teuns del Israel-Premier Tech y Jasper De Buyst del Lotto Dstny.

## Equipos participantes
Tomaron parte en la carrera 21 equipos: 8 de categoría UCI WorldTeam, 9 de categoría UCI ProTeam y 4 de categoría Continental. Formaron así un pelotón de 147 ciclistas de los que acabaron 119. Los equipos participantes fueron:
| WorldTeams (8)- AG2R Citroën Team - Alpecin-Deceuninck - Cofidis - Intermarché-Circus-Wanty - Movistar Team - Arkéa-Samsic - Team Jayco AlUla - UAE Team Emirates ProTeams (9)- Bingoal WB - Human Powered Health - Israel-Premier Tech - Lotto Dstny - Q36.5 Pro Cycling Team - Team Flanders-Baloise - TotalEnergies - Tudor Pro Cycling Team - Uno-X Pro Cycling Team Equipos continentales (4)- Hagens Berman Axeon - Matériel-vélo.com - Saint Piran - Van Rysel-Roubaix Lille Métropole |
| |

## Clasificación final
- La clasificación finalizó de la siguiente forma:[4]

| \| Clasificación general \| Clasificación general \| Clasificación general \| Clasificación general \| Clasificación general \| \| Ciclista \| Ciclista \| Equipo \| Tiempo \| \| \| --------------------- \| ------------------------- \| ------------------------ \| --------------------- \| --------------------- \| \| 1.º \| Gonzalo Serrano Rodríguez \| Movistar Team \| 4 h 42 min 11 s \| \| \| 2.º \| Dylan Teuns \| Israel-Premier Tech \| + 0 s \| \| \| 3.º \| Jasper De Buyst \| Lotto Dstny \| + 4 s \| \| \| 4.º \| Mathieu van der Poel \| Alpecin-Deceuninck \| + 4 s \| \| \| 5.º \| Fabio Christen \| Q36.5 Pro Cycling Team \| + 4 s \| \| \| 6.º \| Franck Bonnamour \| AG2R Citroën Team \| + 4 s \| \| \| 7.º \| Biniam Girmay \| Intermarché-Circus-Wanty \| + 4 s \| \| \| 8.º \| Julien Simon \| TotalEnergies \| + 4 s \| \| \| 9.º \| Ewen Costiou \| Arkéa-Samsic \| + 4 s \| \| \| 10.º \| Rick Pluimers \| Tudor Pro Cycling Team \| + 4 s \| \| |                           |                          |                 |
| |                           |                          |                 |
| Fuente: ProCyclingStats |                           |                          |                 |
| Clasificación general |                           |                          |                 |
| Ciclista | Ciclista                  | Equipo                   | Tiempo          |
| 1.º | Gonzalo Serrano Rodríguez | Movistar Team            | 4 h 42 min 11 s |
| 2.º | Dylan Teuns               | Israel-Premier Tech      | + 0 s           |
| 3.º | Jasper De Buyst           | Lotto Dstny              | + 4 s           |
| 4.º | Mathieu van der Poel      | Alpecin-Deceuninck       | + 4 s           |
| 5.º | Fabio Christen            | Q36.5 Pro Cycling Team   | + 4 s           |
| 6.º | Franck Bonnamour          | AG2R Citroën Team        | + 4 s           |
| 7.º | Biniam Girmay             | Intermarché-Circus-Wanty | + 4 s           |
| 8.º | Julien Simon              | TotalEnergies            | + 4 s           |
| 9.º | Ewen Costiou              | Arkéa-Samsic             | + 4 s           |
| 10.º | Rick Pluimers             | Tudor Pro Cycling Team   | + 4 s           |

## Ciclistas participantes y posiciones finales
Convenciones:
- AB-N: Abandono en la etapa "N"
- FLT-N: Retiro por llegada fuera del límite de tiempo en la etapa "N"
- NTS-N: No tomó la salida para la etapa "N"
- DES-N: Descalificado o expulsado en la etapa "N"

## UCI World Ranking
El Gran Premio de Valonia otorgó puntos para el UCI World Ranking para corredores de los equipos en las categorías UCI WorldTeam, UCI ProTeam y Continental. Las siguientes tablas son el baremo de puntuación y los diez corredores que obtuvieron más puntos:
| Posición              | 1.º | 2.º | 3.º | 4.º | 5.º | 6.º | 7.º | 8.º | 9.º | 10.º | 11.º | 12.º | 13.º | 14.º | 15.º | 16.º-30.º | 31.º-40.º |
| Clasificación general | 200 | 150 | 125 | 100 | 85  | 70  | 60  | 50  | 40  | 35   | 30   | 25   | 20   | 15   | 10   | 5         | 3         |

| Clasificación |                      |                          |         |
| Posición      | Ciclista             | Equipo                   | General |
| ------------- | -------------------- | ------------------------ | ------- |
| 1.º           | Gonzalo Serrano      | Movistar                 | 200     |
| 2.º           | Dylan Teuns          | Israel-Premier Tech      | 150     |
| 3.º           | Jasper De Buyst      | Lotto Dstny              | 125     |
| 4.º           | Mathieu van der Poel | Alpecin-Deceuninck       | 100     |
| 5.º           | Fabio Christen       | Q36.5                    | 85      |
| 6.º           | Franck Bonnamour     | AG2R Citroën             | 70      |
| 7.º           | Biniam Girmay        | Intermarché-Circus-Wanty | 60      |
| 8.º           | Julien Simon         | TotalEnergies            | 50      |
| 9.º           | Ewen Costiou         | Arkéa Samsic             | 40      |
| 10.º          | Rick Pluimers        | Tudor                    | 35      |